# 戌
戌是地支之一，通常當為地支的第11位，其前為酉、其後為亥。戌月从寒露（公历10月8±1日）当日开始到立冬（公历11月7±1日）前一天为止，大致為農曆九月，戌時為二十四小時制的19:00至21:00，在方向上指西北偏西。五行裡戌代表土，陰陽學說裡戌為陽。
戌有消滅之意，因此亦指草木枯萎的狀態。在後世，人們為了便於記憶，因此將每一地支順序對應每一生肖，所以戌與十二生肖的狗搭配，在二十八宿的對應是娄宿（娄金狗）。

## 含戌的干支
- 甲戌
- 丙戌
- 戊戌
- 庚戌
- 壬戌